# IS-95

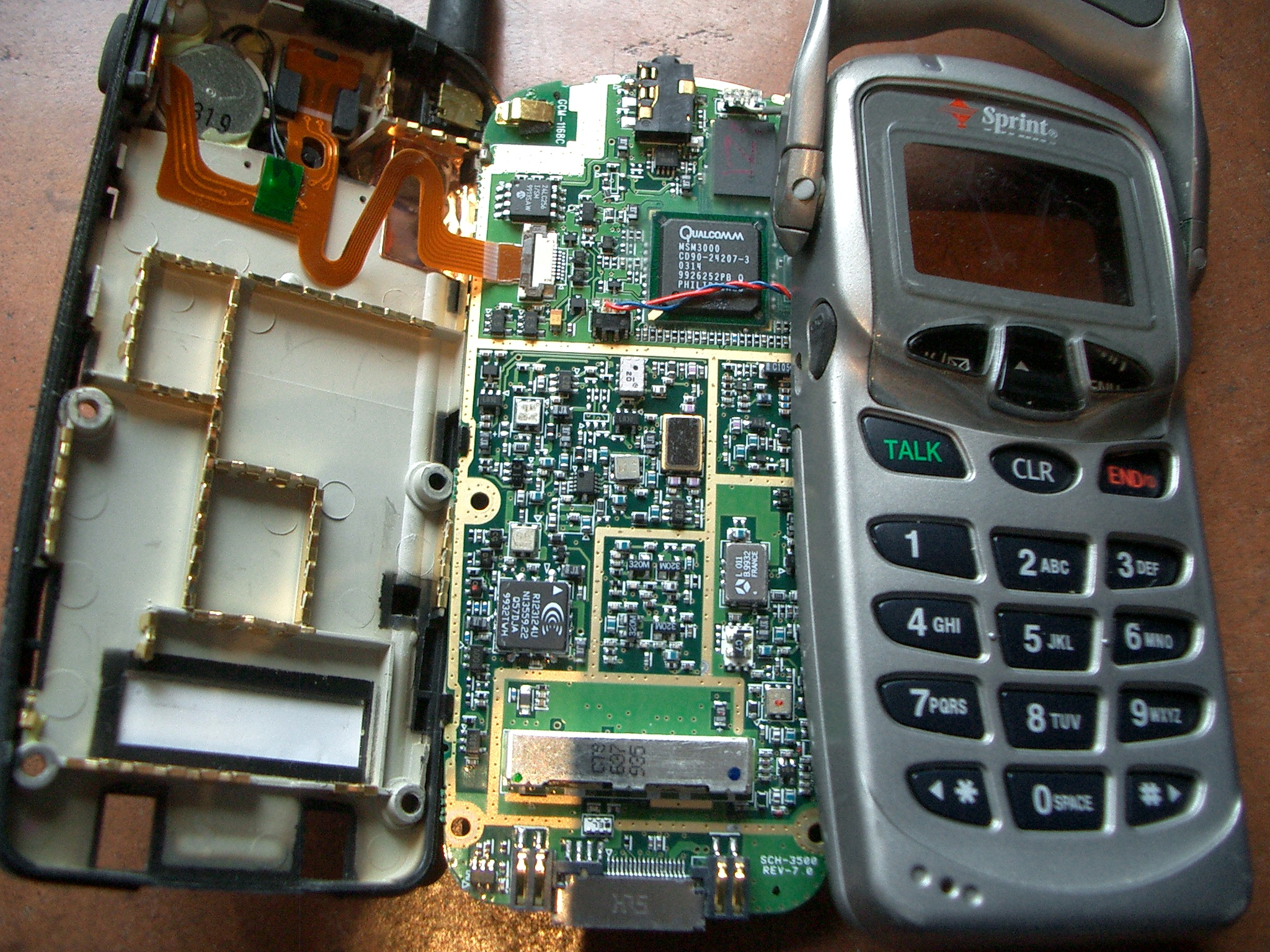
삼성 cdmaOne 휴대전화를 분해한 모습

IS-95(Interim Standard 95)는 미국 퀄컴사가 개발한 첫 번째 CDMA 기반의 디지털 셀룰러 표준이다. IS-95는 대표적으로 CDMA1(cmdaOne)으로 불리기도 하며 TIA-EIA-95로도 잘 알려져 있다.
이는 코드분할 다중 접속을 사용하는 2세대 무선 통신 규격으로 모바일 이동전화기들과 셀 영역간의 디지털 무선 통신, 음성통신 그리고 전화번호 같은 신호정보 전달을 위해 설계되었다. 코드 분할 다중 접속(CDMA) 방식은 bit를 (PNS) 전송하는 디지털 무선 통신 시스템이다. CDMA는 여러 무선 통신들이 동일한 주파수를 사용하는 것을 허용하며 시 분할 다중 접속(TDMA) 방식과는 다르다. TDMA는 GSM방식의 2세대에서 사용하는 경쟁 시스템으로 활성 무선 통신의 숫자적 제한이 없으므로 모든 무선 통신은 균일한 시간을 할당 받아서 통신하는 것을 말한다.
소수의 셀로 많은 이동전화기의 번호에 서비스를 제공할 수 있게 함으로 CDMA 기반의 규격은 주파수 분할 다중방식의 TDMA 기반의 표준 또는 다른 구형 셀룰러 표준보다 중요한 경제성을 보유하게 된다. 북미 지역은 경쟁기술이었던 Digital AMPS(IS-136, TDMA 기술)에서 SI-2000(CDMA2000)에 의해 CDMA 기반 표준으로 대체되었다.
CDMA2000은 미국, 한국, 일본, 캐나다, 멕시코, 인도, 이스라엘, 뉴질랜드, 스리랑카, 베네수엘라, 브라질 등 전 세계적으로 4억 3,100만 명의 가입자가 CDMA를 사용하고 있는 것이며, 이 수치는 전 세계 이동전화 가입자 규모인 33억 이동전화 가입자의 13%이다. 이와 대조적으로 전 세계 이동전화 가입자의 86%인 28억 8100만 명은 GSM과 3GSM을 사용한다. 또한 TDMA(D-AMPS), PDC, iDEN 그리고 오래된 아날로그 시스템을 포함해 다른 기반 기술들을 사용하는 사용자들의 규모는 사용자들은 전 세계 이동전화 가입자들의 1% 미만이다. CDMA 사용자들의 대부분은 미국, 한국, 베트남, 인도, 브라질과 칠레의 가입자들이다. 업그레이드 정도에 따라 IS-95는 IS-95 A, B, C로 나뉜다. IS-95 A는 14.4 kbps 속도로 음성 중심의 서비스를, IS-95 B는 하향 57.6 kbps, 상향 14.4 kbps로 고속 무선 데이터 통신을 지원한다.